# Planquette (Canche)
Die Planquette ist ein Bach im Norden von Frankreich, der im Département Pas-de-Calais der Region Hauts-de-France südwestlich der Stadt Béthune verläuft.

## Geografie

### Verlauf
Die Planquette entspringt im Gemeindegebiet von Planques, entwässert generell Richtung Südwest durch die Landschaft des Artois und mündet nach rund zwölf Kilometern im Gemeindegebiet von Contes als rechter Nebenfluss in die Canche.

### Orte am Fluss
(Reihenfolge in Fließrichtung)
- Planques
- Fressin
- Wambercourt
- Saint-Martin, Gemeinde Cavron-Saint-Martin
- Cavron, Gemeinde Cavron-Saint-Martin
- Contes